# Јасеница (Неготин)
Јасеница је насеље у Србији у општини Неготин у Борском округу. Према попису из 2022. у насељу је било 355 становника (према попису из 2011. било је 511 становника, према попису из 2002. било је 581 становника, према попису из 1991. било је 772 становника).

## Положај села
Јасеница је ратарско-сточарско сеоско насеље збијеног типа удаљено 10 километара северозападно од Неготина. Смештено је на просечно 180 метара надморске висине, на долинској страни Јасеничке реке, десне притоке Дунава. Северна географска ширина насеља је 44° 15’ 00”, источна географска дужина 22° 25’ 58”, а површина атара 2.746 хектара. До овог насеља се може стићи директним асфалтним путем од Неготина.
Мањи део сеоског атара је на десној, а већи на левој страни највеће реке у Крајини, која је, по имену овог села, названа Јасеничка река. Куће су удаљене од Јасеничке реке, по странама њене леве притоке Селског потока, који их не плави, јер тече дубоком јаругом и има мало воде.

## Историја
Претпоставља се да назив насеља потиче из шумадијског краја, Јасеница и да су се оснивачи села населили из села Буковица код данашње Велике Плане.
Прво насеље је било формирано на месту званом Старо Селиште (где се данас налазе Штубичке пивнице), затим на месту Селиште поред Јасеничке реке, да би потом (због страдања од поплаве) било премештено на данашњу локацију.
Кроз историју се помиње више пута: 1530. године (са 30 кућа), 1736. под именом Есеница, 1784. као Jassenicza, 1846. године (са 113 кућа) и 1866. године (са 154 куће). Данашње насеље је подељено на две главне физиономске целине које су сеоским потоком одвојене на Северну и Јужну страну.
На аустријској карти Темишварски Банат на десној страни Јасеничке реке постоји знак за насељено место али није забележено његово име. Године 1807. помиње се кнез „Ђулашин Јасеница“ а 1811. године поново село Есеница, како и данас мештани обично изговарају име свога села. Године 1846. Јасеница је имала 113, 1866. 154, а 1924. 246 кућа.
Након Првог светског рата у Јасеници су живеле следеће породице: Цуркићи (слава Свети Трифун), Перункићи и Радићи (слава Свети Андреја), Буклијачићи (слава Свети Андреја), Јанкуловићи и Гушачићи (слава Ђурђевдан), Белобречићи (слава Свети Јован), Купиничићи (слава Свети Јован), Бељићи (слава Ђурђевдан), Јелкићи (слава св. Јован), Паларчићи (слава Јован), Матићи, Најдановићи и Кривуљчевићи (слава Ђурђевдан), Инђићи (слава Свети Василије), Караџићи (слава Свети Јован), Богданчићи (слава Свети Никола), Дујкићи (слава Петковица), Миљковићи (слава Ђурђевдан), Ристићи (слава Петковица), Милосављевићи (слава Свети Петка Параскева), Милићи (слава Свети Трифун), Стојановићи (слава Ђурђевдан), Томићи (слава Ђурђевдан), Мијајловићи (слава Свети Андреја), Перишићи (слава Свети Арханђео) и Ђорђевићи (слава Свети Никола).
Православна црква Вазнесења Господњег, чији дан је црквена слава и заветина насеља, подигнута је 1895. године.
Становништво насеља је српско, православно и углавном се бави ратарством, сточарством и виноградарством.
Године 1921. Јасеница је имала 246 кућа и 1.230 становника, 1948. 261 кућу и 1.149 становника, а 2002. године 225 кућа и 577 становника.
Основна школа у насељу постоји од 1871. године. Школске 2006/2007. године имала је 20 ученика.
Земљорадничка задруга у Јасеници основана је 1930. године, задружни Дом је почео да се гради 1948. године, а електрификација насеља урађена 1956. године. Асфалтни пут насеље добија 1975, а телефонске везе са светом 1981. године.

## Демографија
Према последњем попису из 2022. године у Јасеници је живело 355 становника што је за 156 мање у односу на 2011. када је на попису било 511 становника. У насељу живи 317 пунолетних становника, а просечна старост становништва износи 51,55 година (50,03 код мушкараца и 52,98 код жена).
Према подацима пописа из 2022. у насељу има 136 домаћинства, а просечан број чланова по домаћинству је 2,61 а према истом попису у насељу има 238 стамбених јединица од којих је 136 насељених.
Ово насеље је великим делом насељено Србима (према попису из 2002. године), а у последња три пописа, примећен је пад у броју становника.
|  |

| Демографија | Демографија | Демографија |
| Година      | Становника  | Становника  |
| ----------- | ----------- | ----------- |
| 1948.       | 1.149       |             |
| 1953.       | 1.130       |             |
| 1961.       | 1.115       |             |
| 1971.       | 994         |             |
| 1981.       | 850         |             |
| 1991.       | 772         | 734         |
| 2002.       | 581         | 627         |
| 2011.       | 511         |             |
| 2022.       | 355         |             |

| Етнички састав према попису из 2002.‍ | Етнички састав према попису из 2002.‍ | Етнички састав према попису из 2002.‍ | Етнички састав према попису из 2002.‍ | Етнички састав према попису из 2002.‍ |
| ------------------------------------ | ------------------------------------ | ------------------------------------ | ------------------------------------ | ------------------------------------ |
|                                      |                                      |                                      |                                      |                                      |
| Срби                                 | Срби                                 |                                      | 572                                  | 98,45%                               |
| Муслимани                            | Муслимани                            |                                      | 1                                    | 0,17%                                |
| Македонци                            | Македонци                            |                                      | 1                                    | 0,17%                                |
| Југословени                          | Југословени                          |                                      | 1                                    | 0,17%                                |
| непознато                            | непознато                            |                                      | 2                                    | 0,34%                                |

| Година пописа     | 1948. | 1953. | 1961. | 1971. | 1981. | 1991. | 2002. |
| ----------------- | ----- | ----- | ----- | ----- | ----- | ----- | ----- |
| Број домаћинстава | 261   | 252   | 249   | 235   | 217   | 203   | 172   |

| Број чланова      | 1  | 2  | 3  | 4  | 5  | 6  | 7 | 8 | 9 | 10 и више | Просек |
| ----------------- | -- | -- | -- | -- | -- | -- | - | - | - | --------- | ------ |
| Број домаћинстава | 28 | 44 | 29 | 21 | 21 | 19 | 5 | 5 | 0 | 0         | 3,38   |

| Пол    | Укупно | Неожењен/Неудата | Ожењен/Удата | Удовац/Удовица | Разведен/Разведена | Непознато |
| ------ | ------ | ---------------- | ------------ | -------------- | ------------------ | --------- |
| Мушки  | 257    | 52               | 162          | 28             | 15                 | 0         |
| Женски | 250    | 32               | 152          | 50             | 14                 | 2         |
| УКУПНО | 507    | 84               | 314          | 78             | 29                 | 2         |

| Пол    | Укупно                    | Пољопривреда, лов и шумарство | Рибарство                            | Вађење руде и камена | Прерађивачка индустрија       |
| ------ | ------------------------- | ----------------------------- | ------------------------------------ | -------------------- | ----------------------------- |
| Мушки  | 142                       | 76                            | 0                                    | 0                    | 21                            |
| Женски | 84                        | 62                            | 0                                    | 0                    | 4                             |
| УКУПНО | 226                       | 138                           | 0                                    | 0                    | 25                            |
| Пол    | Производња и снабдевање   | Грађевинарство                | Трговина                             | Хотели и ресторани   | Саобраћај, складиштење и везе |
| Мушки  | 3                         | 4                             | 10                                   | 4                    | 11                            |
| Женски | 1                         | 0                             | 6                                    | 1                    | 1                             |
| УКУПНО | 4                         | 4                             | 16                                   | 5                    | 12                            |
| Пол    | Финансијско посредовање   | Некретнине                    | Државна управа и одбрана             | Образовање           | Здравствени и социјални рад   |
| Мушки  | 0                         | 0                             | 4                                    | 1                    | 1                             |
| Женски | 1                         | 1                             | 1                                    | 0                    | 5                             |
| УКУПНО | 1                         | 1                             | 5                                    | 1                    | 6                             |
| Пол    | Остале услужне активности | Приватна домаћинства          | Екстериторијалне организације и тела | Непознато            | Непознато                     |
| Мушки  | 4                         | 0                             | 0                                    | 3                    | 3                             |
| Женски | 1                         | 0                             | 0                                    | 0                    | 0                             |
| УКУПНО | 5                         | 0                             | 0                                    | 3                    | 3                             |

Податке о насељима сакупио МИОДРАГ ВЕЛОЈИЋ, дипл. географ радник Историјског архива Неготин